# Croatia Open Umag 1997 - Qualificazioni doppio
Le qualificazioni del doppio  del Croatia Open Umag 1997 sono state un torneo di tennis preliminare per accedere alla fase finale della manifestazione. I vincitori dell'ultimo turno sono entrati di diritto nel tabellone principale. In caso di ritiro di uno o più giocatori aventi diritto a questi sono subentrati i lucky loser, ossia i giocatori che hanno perso nell'ultimo turno ma che avevano una classifica più alta rispetto agli altri partecipanti che avevano comunque perso nel turno finale.
Le qualificazioni del doppio del torneo Croatia Open Umag 1997 prevedevano 4 coppie partecipanti di cui una è entrata nel tabellone principale.

## Teste di serie
1. Sergi Duran-Bernad /  Gabriel Silberstein (Qualificati)

1. Ivica Ančić /  Ivan Vajda (ultimo turno)

## Qualificati
1. Sergi Duran-Bernad  /   Gabriel Silberstein

## Tabellone

### Legenda
| - Q = Qualificato - WC = Wild card - LL = Lucky loser | - ALT = Alternate - SE = Special Exempt - PR = Protected Ranking | - w/o = Walkover - r = Ritirato - d = Squalificato |

|  | Primo turno | Primo turno                            | Primo turno                | Primo turno | Primo turno |  |  | Ultimo turno | Ultimo turno                           | Ultimo turno                           | Ultimo turno | Ultimo turno |  |
|  |             |                                        |                            |             |             |  |  |              |                                        |                                        |              |              |  |
|  | 1           | Sergi Duran-Bernad Gabriel Silberstein | 6                          | 4           | 6           |  |  |              |                                        |                                        |              |              |  |
|  |             | Željko Krajan Luka Kutanjac            | 3                          | 6           | 0           |  |  | 1            | Sergi Duran-Bernad Gabriel Silberstein | Sergi Duran-Bernad Gabriel Silberstein | 7            | 6            |  |
|  | 2           | Ivica Ančić Ivan Vajda                 | Ivica Ančić Ivan Vajda     | 6           | 6           |  |  | 2            | Ivica Ančić Ivan Vajda                 | Ivica Ančić Ivan Vajda                 | 5            | 4            |  |
|  |             | Bojan Baznik Vedran Sirola             | Bojan Baznik Vedran Sirola | 1           | 3           |  |  |              |                                        |                                        |              |              |  |